# Майк Чорногуз
Майк Чорногуз (10 березня 1888, Руський Банилів, Буковина, Австро-Угорщина — 17 лютого 1966, Канада) — канадський політик українського походження. Член Законодавчих зборів Альберти у 1922—1926 роках.

## Ранні роки
Народився 1888 року в селі Руський Банилів (нині Банилів) у герцогстві Буковина в складі Австро-Угорської монархії в родині Івана та Марії Чорногузів. Мав шістьох братів і сестер. Батько Майка працював сільським секретарем-скарбником.
1900 року родина Чорногузів покинула рідне село й емігрувала до Канади. Там родина оселилася в Дежарле (зараз муніципальний район Ту-Гіллс № 21 у провінції Альберта).

## Політична кар'єра
У 1919—1921 роках служив наглядачем (reeve) муніципальної ради Ігл-Батт. Попри це, хорошої освіти він не здобув, а англійською володів погано.
1921 року Чорногуз брав участь у загальних виборах до Законодавчих зборів Альберти за виборчим округом Вітфорд від «Об'єднаних фермерів Альберти». Проте офіцер Вільям Гавреляк відхилив кандидатуру Чорногуза через те, що він в офіційних документах писав своє прізвище англійською через «z», а не «s». Така технічна помилка могла б дозволити кандидату від лібералів Андрієві Шандро пройти без голосування. У таких умовах «Об'єднані фермери Альберти» подали до суду позов. Суд задовольнив його, і на голосуванні в липні 1922 року Чорногуз переміг свого конкурента. Згодом суд виявив, що офіцер Гавреляк був пов'язаний із Шандро.
Чорногуз зайняв своє місце в 5-х Законодавчих зборах Альберти 24 липня 1922 року на відкритті другої сесії.
На виборах 1926 року не пройшов до Законодавчих зборів. Поразка Чорногуза, як і Вільяма Федуна, також українського депутата від тієї ж партії, залишила українців Альберти без представництва у провінційних Законодавчих зборах до 1930 року.
Помер 17 лютого 1966 року. Похований у селі Гамлін.

## Родина
1909 року одружився із Параскою Лучак, яка походила із села Іспас, що також на Буковині, звідки походив Майк. У подружжя народилося четверо дітей: Ендрю (1917—1945), Мері (1918—2020), Настасія (1921—2003) та Александер (1925—2016).